# Chemins de fer israéliens
Les Chemins de fer israéliens (en anglais : Israel Railways, en hébreu : רַכֶּבֶת יִשְׂרָאֵל, Rakevet Yisra'el, en arabe : خطوط السكك الحديدية الإسرائيلية) est l'entreprise publique qui exploite les lignes de voyageurs et de fret interurbaines et suburbaines en Israël. Le réseau à voie normale est essentiellement développé le long de la côte méditerranéenne et est centrée sur la ville de Tel Aviv-Jaffa.

## Lignes voyageurs
Le réseau voyageurs est organisé en neuf lignes, dont sept passent par Tel Aviv :

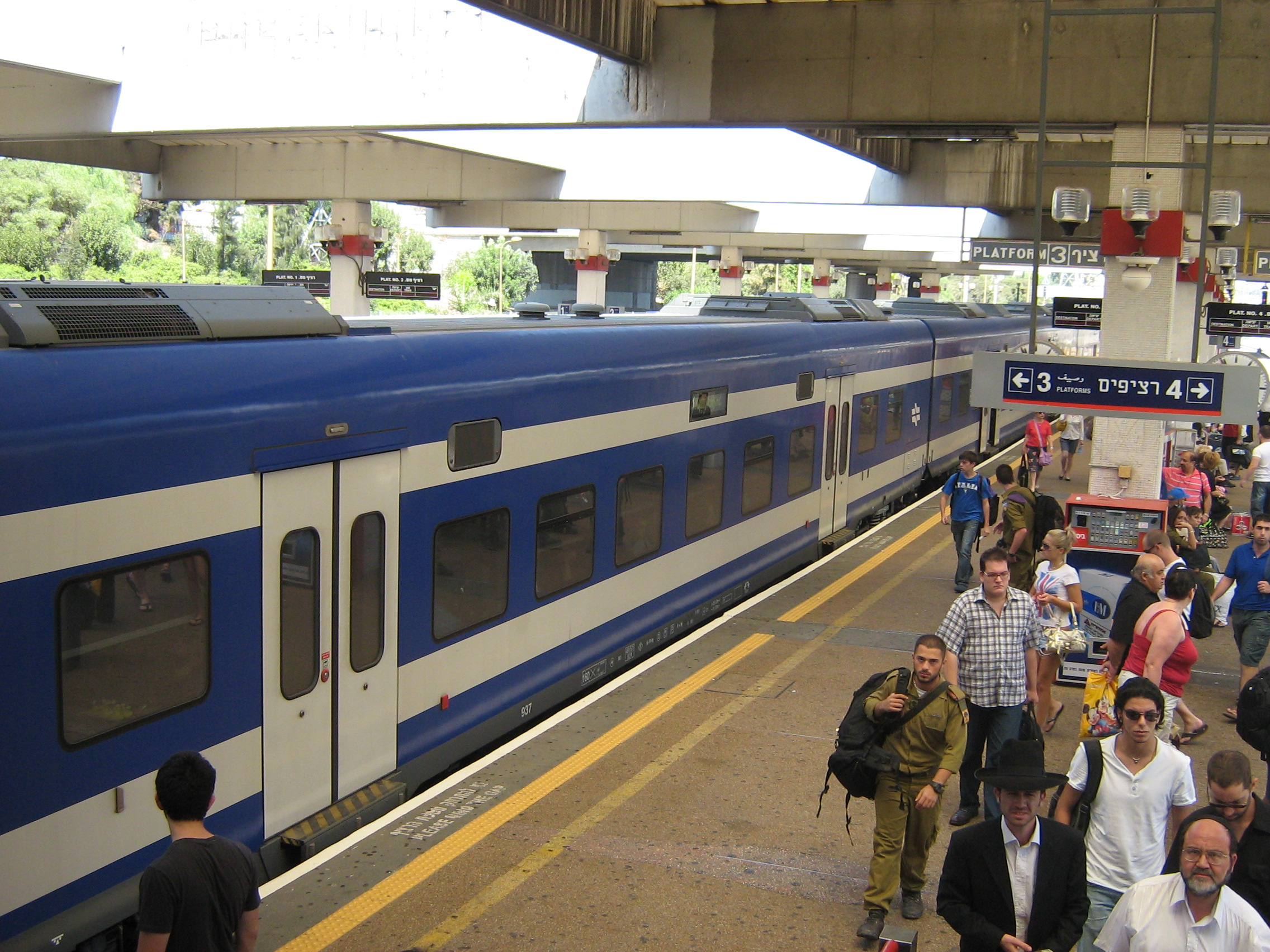
Gare de Tel Aviv opérée par Israel Railways.

| Service                                                                                           | Tracé |
| ------------------------------------------------------------------------------------------------- | ----- |
| Nahariya – Haïfa – Tel Aviv-Jaffa – Beersheba                                                     |       |
| Nahariya – Haïfa – Tel Aviv-Jaffa – Aéroport international de Tel Aviv-David Ben Gourion – Modiin |       |
| Karmiel – Haïfa                                                                                   |       |
| Karmi'el↔ Be'er Sheva - centre                                                                    |       |
| Binyamina – Tel Aviv-Jaffa – Ashkelon                                                             |       |
| Atlit ↔ Beit She'an                                                                               |       |
| Rishon LeZion↔ Lod                                                                                |       |
| Jérusalem ↔ Modi'in centre                                                                        |       |
| Ashkelon ↔ Be'er Sheva - centre                                                                   |       |
| Ashkelon ↔ Herzliya                                                                               |       |
| Beit Shemesh ↔ Netanya                                                                            |       |
| Beersheba – Dimona                                                                                |       |